# Marmosops invictus
Marmosops invictus är en pungdjursart som först beskrevs av Edward Alphonso Goldman 1912. Marmosops invictus ingår i släktet Marmosops och familjen pungråttor. IUCN kategoriserar arten globalt som livskraftig. Inga underarter finns listade.
Arten når en kroppslängd (huvud och bål) av 106 till 115 mm och en svanslängd av 124 till 147 mm. Viktuppgifter saknas. Bakfötterna är 17 till 19 mm långa och öronen är 21 till 22 mm stora. Den korta och täta pälsen har på ovansidan en mörkgrå färg och undersidan är täckt av silvergrå päls. På svansen saknas hår. Andra medlemmar av släktet Marmosops i Panama är större och har en ljusare päls. Jämförd med arter av släktet pungnäbbmöss (Monodelphis) saknar Marmosops invictus bruna nyanser.
Pungdjuret förekommer i Panama och vistas där i låglandet samt i 1 500 meter höga bergstrakter. Habitatet utgörs av städsegröna skogar. Arten äter insekter och olika växtdelar.
Arten går främst på marken men den kan klättra på omkullkastade träd. En hona med aktiva spenar hittades i mars.